# Garcinia vilersiana
Garcinia vilersiana är en tvåhjärtbladig växtart som beskrevs av Jean Baptiste Louis Pierre. Garcinia vilersiana ingår i släktet Garcinia och familjen Clusiaceae. Inga underarter finns listade i Catalogue of Life.